# Mickaël Clarico
Mickaël Clarico (* 19. Oktober 1985) ist ein französischer Straßenradrennfahrer aus Guadeloupe.
Mickaël Clarico wurde 2005 Zweiter der Gesamtwertung bei der Tour de la Guyane Française. Im nächsten Jahr gewann er eine Etappe bei der Tour de la Guadeloupe und er wurde Sechster im Einzelzeitfahren bei der Karibikmeisterschaft. Bei der Karibikmeisterschaft 2007 belegte er Platz neun im Zeitfahren und im Straßenrennen wurde er Vierter. Außerdem konnte er bei der Vuelta al Valle del Cibao ein Teilstück für sich entscheiden. In der Saison 2008 war er bei einer Etappe der Tour de la Guyane Française erfolgreich. Clarico wurde 2010 karibischer Meister im Straßenrennen.

## Erfolge
2006
- eine Etappe Tour de la Guadeloupe

2010
- Karibischer Meister – Straßenrennen